# 筆筒樹
筆筒樹（學名：Cyathea lepifera），又名多鱗白桫欏、蛇木，為桫欏科桫欏屬的植物，分布於琉球群岛、菲律賓群島、新幾內亞島、臺灣、福建等華南地區，喜愛潮濕且向陽的開闊環境。

## 形態
樹木狀蕨類。莖幹直立，可達6公尺以上，直徑約15公分。氣生根發達，包圍莖幹生長。葉柄直徑約5公分，通常上側綠色，下側紫色，表面覆有淡褐色鱗片。葉片枯萎後易脫落，枯葉脫落後在莖幹上留下明顯的葉痕，一圈圈的葉痕排列形似蛇皮的紋路，故又名蛇木。葉柄、葉軸及羽軸具瘤狀突起。葉片橢圓形，長1.5-2公尺，三回羽狀深裂，羽片長可達50-80公分，羽軸及小羽軸下表面具鱗片，最末裂片全緣，葉脈游離。孢子囊群球形，無孢膜。

## 生育地與分布
筆筒樹分布在琉球群島、菲律賓群島、新幾內亞島、臺灣、福建等華南地區，以臺灣為分布中心，在臺灣從低海拔山麓至中海拔1800公尺的潮濕森林可見。筆筒樹喜愛潮濕且向陽的開闊環境。在受東北季風影響、雨量多無明顯乾季的臺灣北部、東北部地區以及東部、南部局部地區的低海拔開闊山坡地，常可見筆筒樹成群大片生長。

## 物候
筆筒樹一年四季皆可觀察到抽發新葉及葉片老化脫落的現象，葉子的平均壽命約為7-8個月。臺灣蘇澳地區的筆筒樹物候調查資料顯示，筆筒樹的莖幹長高到1.75公尺以上時才具生產孢子能力，但筆筒樹每年能生長的高度的個體差異很大，有些一年可生長達45公分，有些卻生長停頓，所以生長量並不固定。孕性葉(孢子葉)從6月份到9月份出現，6-8月為釋出成熟孢子的高峰期。

## 利用
筆筒樹可作為庭園觀賞植栽，嫩芽可以食用，頂部打碎後的汁液可作為洗髮劑，通直的莖幹可做為工寮的柱子或是搭設便橋的材料，將莖幹剖半並挖空髓心後，則可作為引水的水管。也有人將樹幹切段加工製作成筆筒。蛇木屑、蛇木柱、蛇木板、蛇木盆等園藝上所使用的資材，即是切取筆筒樹的氣生根製作而成。

## 參考文獻

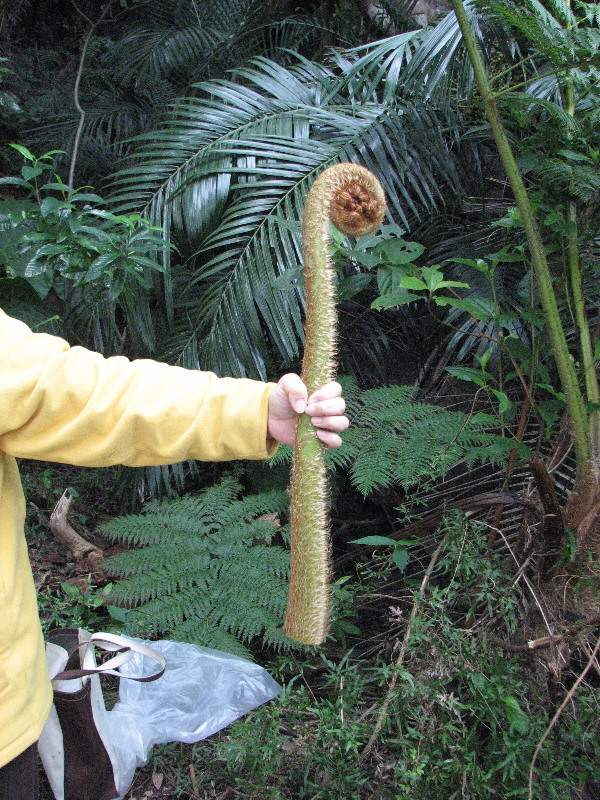
新芽
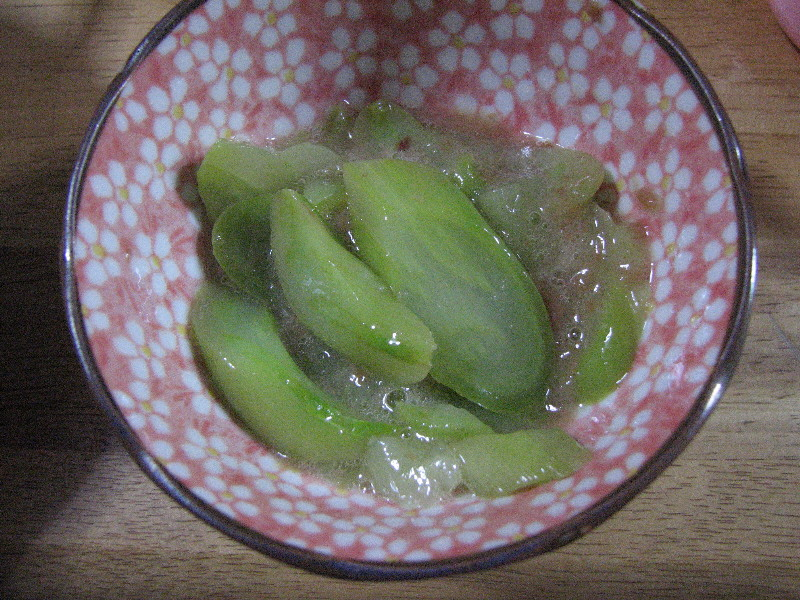
加入梅子酱的笔筒树嫩茎